# Kapsturmvogel
Der Kapsturmvogel (Daption capense) ist ein relativ bekannter Vogel aus der Familie der Sturmvögel. Er ist die einzige Art der Gattung Daption.

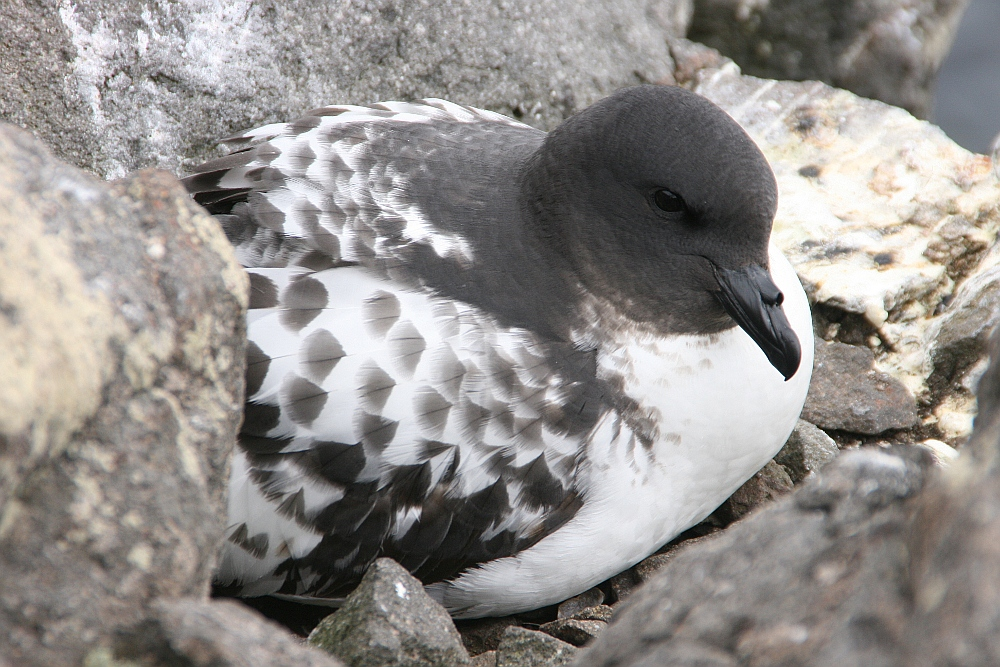
Ein brütender Kapsturmvogel auf King George Island

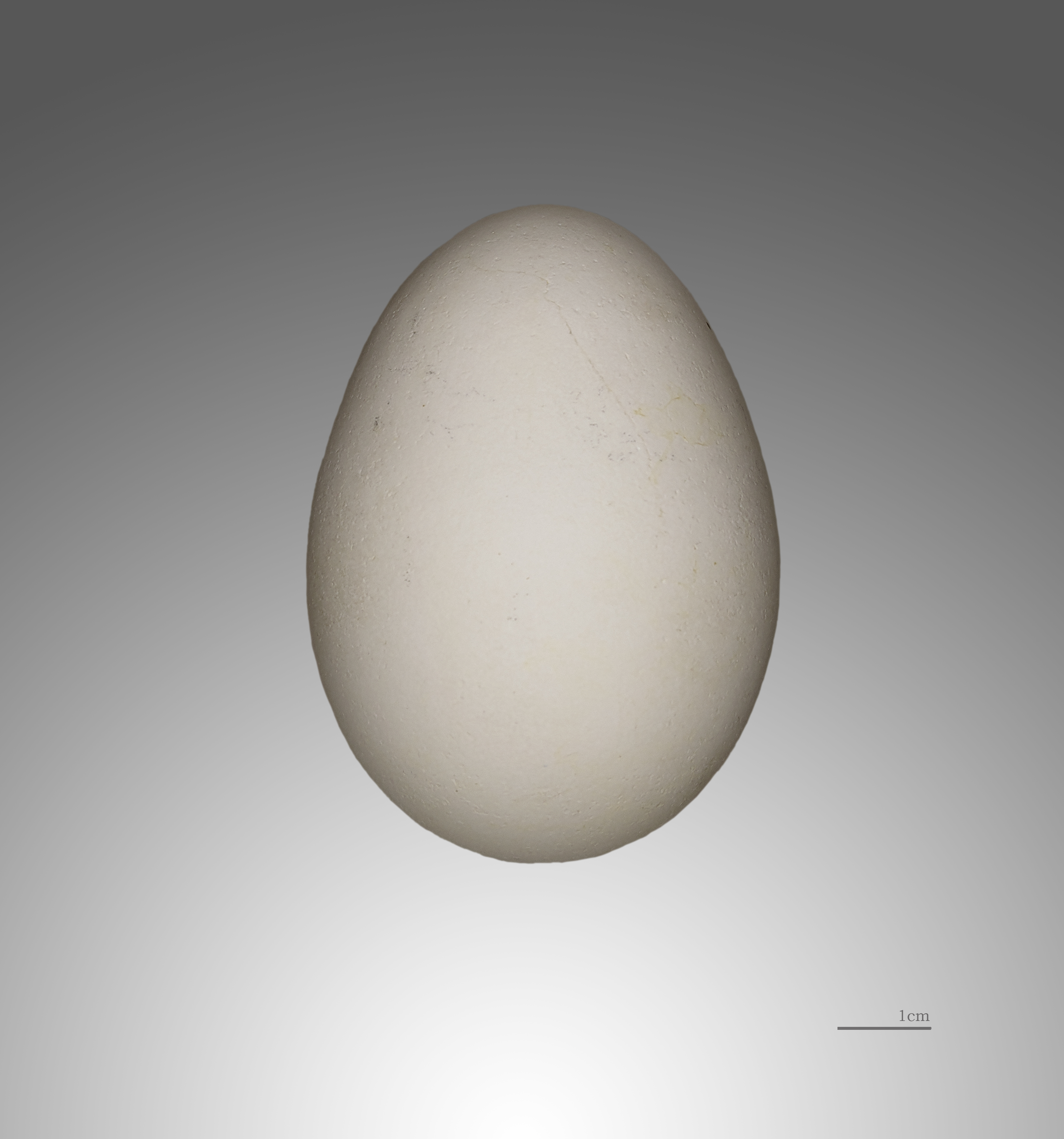
Daption capense, Ei

Mit einem Gesamtgewicht von 250 bis 300 g, einer Körperlänge von 36 cm und einer Flügelspanne von 89 cm zählt der Kapsturmvogel eher zu den kleinen Sturmvögeln. Er hat breite Schwingen und einen kurzen runden Schwanz sowie eine weißschwarze Zeichnung auf den Oberflügeldecken und zwei große weiße Flecken auf jedem Flügel. Kopf, Kinn, die Halsseiten sowie der Rücken sind schwarz gefärbt. 
Der Kapsturmvogel ist häufig zu beobachten, wenn er in Scharen den Schiffen folgt, die in den südlichen Ozeanen auf Fahrt sind.
Im Südwinter ist er im kalten Humboldtstrom vor der Westküste Südamerikas und im Benguelastrom vor der afrikanischen Westküste auf der Suche nach Krill bis in die Tropen anzutreffen. Auch Aas gehört zu seiner Nahrung.
Die Jungvögel schlüpfen nach einer Brutzeit von 40 bis 50 Tagen und sind nach etwa 3 Jahren geschlechtsreif. Bis zur ersten erfolgreichen Brut dauert es aber meist 6 Jahre. Kapsturmvögel können etwa 18 Jahre alt werden.
Der erste Teil des wissenschaftlichen Namens Daption ist ein Anagramm des portugiesischen Namens Pintado, der ihm von Seeleuten wegen seines Aussehens gegeben wurde. Er ist abgeleitet von lateinisch pinctus mit der Bedeutung gefleckt. Der zweite Teil capense leitet sich vom Kap der guten Hoffnung ab.

## Verbreitung
Er ist über die südlichen Ozeane von der Antarktis bis zum Wendekreis des Steinbocks verbreitet. Er brütet auf dem antarktischen Festland sowie auf subantarktischen Inseln wie beispielsweise Kerguelen oder Heard sowie auf Inseln um Neuseeland wie zum Beispiel auf der Ostseite von North East Island in der Inselgruppe der Snaresinseln. Auf dem offenen Meer ist er auf der Drake-Passage und auf der Scotiasee häufig zu beobachten.